# Rue de Turenne
Rue de Turenne är en gata i Paris tredje och fjärde arrondissement. Gatan är uppkallad efter den franske fältherren Henri de la Tour d'Auvergne de Turenne (1611–1675). Rue de Turenne börjar vid Rue Saint-Antoine 72 och slutar vid Rue Charlot 70.

## Omgivningar
- Saint-Denys-du-Saint-Sacrement
- Fontaine de Joyeuse
- Impasse Saint-Claude
- Rue Saint-Claude
- Rue Sainte-Anastase
- Rue du Roi-Doré

## Bilder
| - Henri de la Tour d'Auvergne de Turenne. - Gatuskylt. - Saint-Denys-du-Saint-Sacrement. - Kyrkans klocktorn fotograferat från Impasse Saint-Claude. |

## Kommunikationer
- Tunnelbana – linje  – Saint-Sébastien – Froissart
- Busshållplats Saint-Claude – Paris bussnät, linje 96

### Webbkällor
- ”Rue de Turenne”. Mairie de Paris. https://web.archive.org/web/20151019161732/http://www.v2asp.paris.fr/commun/v2asp/v2/nomenclature_voies/Voieactu/9492.nom.htm. Läst 20 oktober 2023.
- ”Rue de Turenne”. Les rues de Paris. https://web.archive.org/web/20190920181750/http://www.parisrues.com/rues03/paris-03-rue-de-turenne.html. Läst 20 oktober 2023.